# 世界盃威利

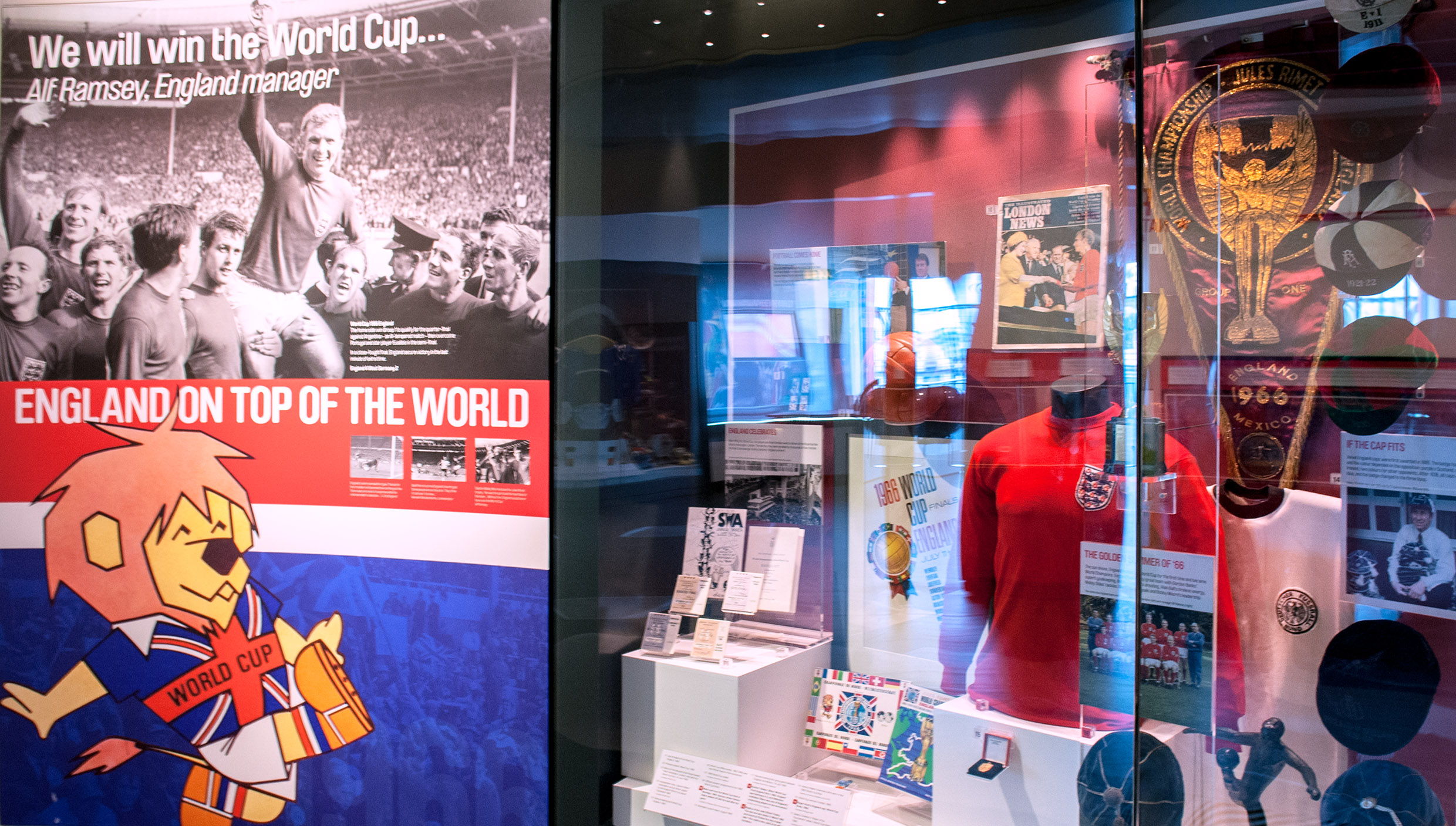
展示於英國曼徹斯特國家足球博物館的相關物品，左下圖案為世界盃威利

世界盃威利（英語：World Cup Willie）是1966年世界盃足球賽的官方吉祥物，是世界盃歷史上首個吉祥物。造型為一隻獅子；獅子是大英帝國的一個典型標記及英格蘭國家足球隊的象徵，穿上印有英國國旗和有世界盃（"WORLD CUP"）字樣的球衣。